# DAGonline
DAGonline is een Nederlandse nieuwswebsite met originele berichtgeving. De website werd in 2017 gelanceerd.
DAGonline brengt nieuws uit Nederland en Suriname.